# Куликов, Дмитрий Дмитриевич
Дми́трий Дми́триевич Кулико́в (1913—1996) — организатор производства, Герой Социалистического Труда (1971).
Родился 26 апреля 1913 года в деревне Буланцево Калужской губернии (сейчас - Бабынинский район Калужской области).
С 1930 года работал на Калужском электромеханическом заводе электромонтером. Участвовал в стахановском движении. После окончания Калужского железнодорожного техникума (1938) - начальник цеха, начальник производства.
В 1960 году назначен директором КЭМЗ.
За достижения в разработке и серийном производстве новейших приборов и аппаратов Калужский электромеханический завод в 1971 году был награждён орденом Трудового Красного Знамени, а его директору Д.Д.Куликову присвоено звание Героя Социалистического Труда.
Возглавлял завод до 1982 года.
Умер 9 октября 1996 года в Калуге.
27 мая 2009 года Д.Д.Куликову присвоено звание «Почётный гражданин Калуги» за выдающиеся заслуги в сфере социально-экономического развития города (посмертно).
Награждён орденами Ленина (1966, 1971), «Знак Почёта» (1962), Трудового Красного Знамени (1981), медалью «За трудовую доблесть» (1944).